# Мужская сборная Ливии по волейболу
Мужская сборная Ливии по волейболу — национальная команда по волейболу, представляющая Ливию в международных соревнованиях. Управляется Федерацией волейбола Ливии. Серебряный призёр чемпионата Африки 1979 года.

## История
Сборная Ливии дважды участвовала в чемпионатах Африки. В 1967 году в Тунисе ливийцы заняли 4-е место среди 4 команд, проиграв волейболистам Туниса, Алжира и Гвинеи. В 1979 году на домашнем чемпионате Африки в Триполи сборная Ливии завоевала серебряные медали, уступив только волейболистам Туниса.
В 1980 году сборная Ливии участвовала в волейбольном турнире летних Олимпийских игр в Москве. Первоначально путёвку получила сборная Туниса как чемпион Африки, однако Тунис присоединился к бойкоту Игр, поэтому вакансию занял вице-чемпион континента. На групповом этапе ливийцы проиграли в трёх партиях всем соперникам — Румынии, Польше, Бразилии и Югославии, а затем в матче за 9-10-е места потерпели поражение от Италии — 0:3. В 15 партиях ливийцы набрали только 30 очков.
В 1982 году сборная Ливии единственный раз участвовала в чемпионате мира в Аргентине. На групповом этапе ливийцы проиграли Бразилии (0:3), Чехословакии (0:3) и Ираку (2:3). В турнире за 13-24-е места ливийские волейболисты проиграли США (0:3), Чили (0:3), Румынии (0:3) и Венесуэле (0:3). В полуфинале за 21-24-е места они уступили Тунису (1:3), а в матче за 23-24-е места — Чили (1:3).
В 2012 году сборная Ливии стала бронзовым призёром чемпионата арабских стран по волейболу в Бахрейне.

## Результаты выступления

### Олимпийские игры
- 1980 -— 10-е

### Чемпионат мира
- 1982 — 24-е

### Чемпионат Африки
- 1967 — 4-е
- 1979 —